# Robert B. Mantell
Pour les articles homonymes, voir Mantel.
Robert B. Mantell (Robert Bruce Mantell, pseudonyme Robert Hudson), né le 7 février 1854 à Irvine (Écosse) et mort le 27 juin 1928 dans le New Jersey, est un acteur écossais de théâtre et des débuts du cinéma muet.

## Biographie

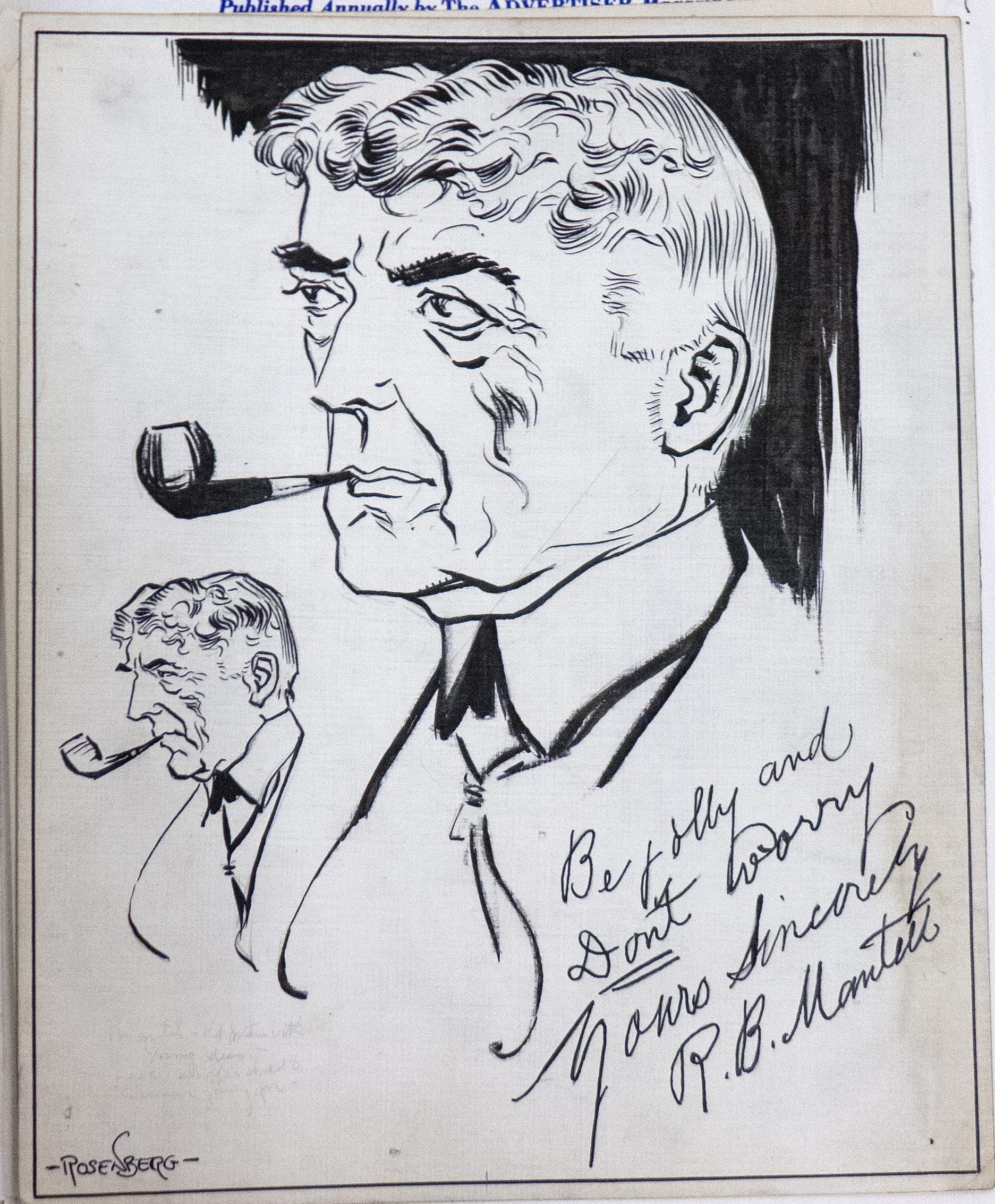
Autographe de Robert Mantell sur un dessin de Manuel Rosenberg (1928).

Il fait ses débuts sur scène en 1876, mais n'ayant pas le soutien de ses parents il se produit sous le nom de Robert Hudson. La compagnie théâtrale est dissoute au bout d'un an, et Mantell rejoint alors la compagnie Heffernan avec laquelle il se produit dans des versions condensées de Macbeth, Othello, Richard III et Hamlet. Il fait ensuite partie de la compagnie d'Alice Marriott dans laquelle il reste jusqu'en 1878 avant de partir aux États-Unis où il réutilise son vrai nom pour la première fois, et se produit dans Roméo et Juliette. En 1892 il se produit à New York dans The Face in the Moonlight avec la jeune actrice Caroline Miskel. Il fait de nombreuses tournées aux États-Unis dans les cinq dernières années du XIXe siècle. Il se produit dans les années 1910 dans quelques films de cinéma muet, en particulier dans le rôle du Cardinal Richelieu dans Sous la robe rouge (Under the Red Robe).

## Théâtre
- 1883 : Fedora
- 1885 : Dakolar
- 1903 : The Light of Other Days
- 1904 : Richelieu
- 1915 : Othello
- 1915 : Julius Caesar
- 1917 : Richelieu
- 1917 : The Merry Wives of Windsor
- 1918 : Richard III
- 1918 : Hamlet
- 1918 : Roméo et Juliette
- 1918 : Le Roi Lear
- 1918 : Macbeth
- 1918 : Biff! Bang!
- 1923 : The School for Scandal

## Filmographie
- 1896 : Monbars
- 1915 : The Blindness of Devotion
- 1915 : The Unfaithful Wife
- 1916 : The Green-Eyed Monster
- 1916 : A Wife's Sacrifice
- 1916 : The Spider and the Fly
- 1917 : Tangled Lives
- 1923 : Sous la robe rouge (Under the Red Robe)

## Galerie

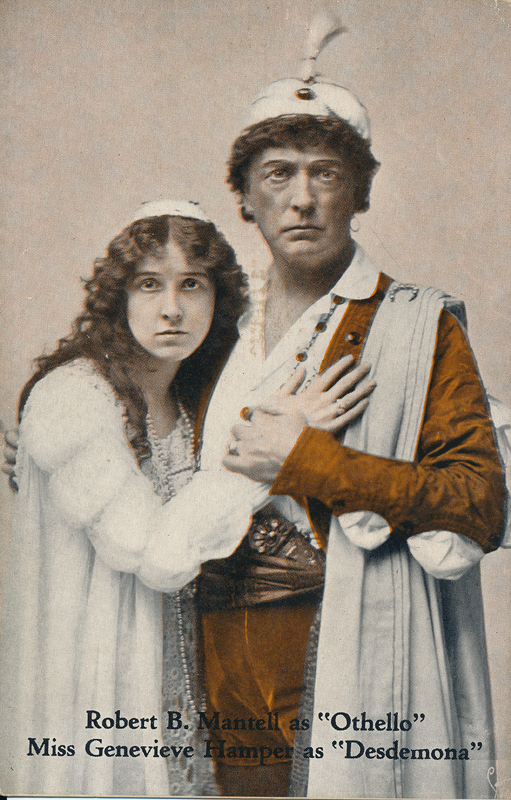
Robert B. Mantell et Genevieve Hamper dans Othello.
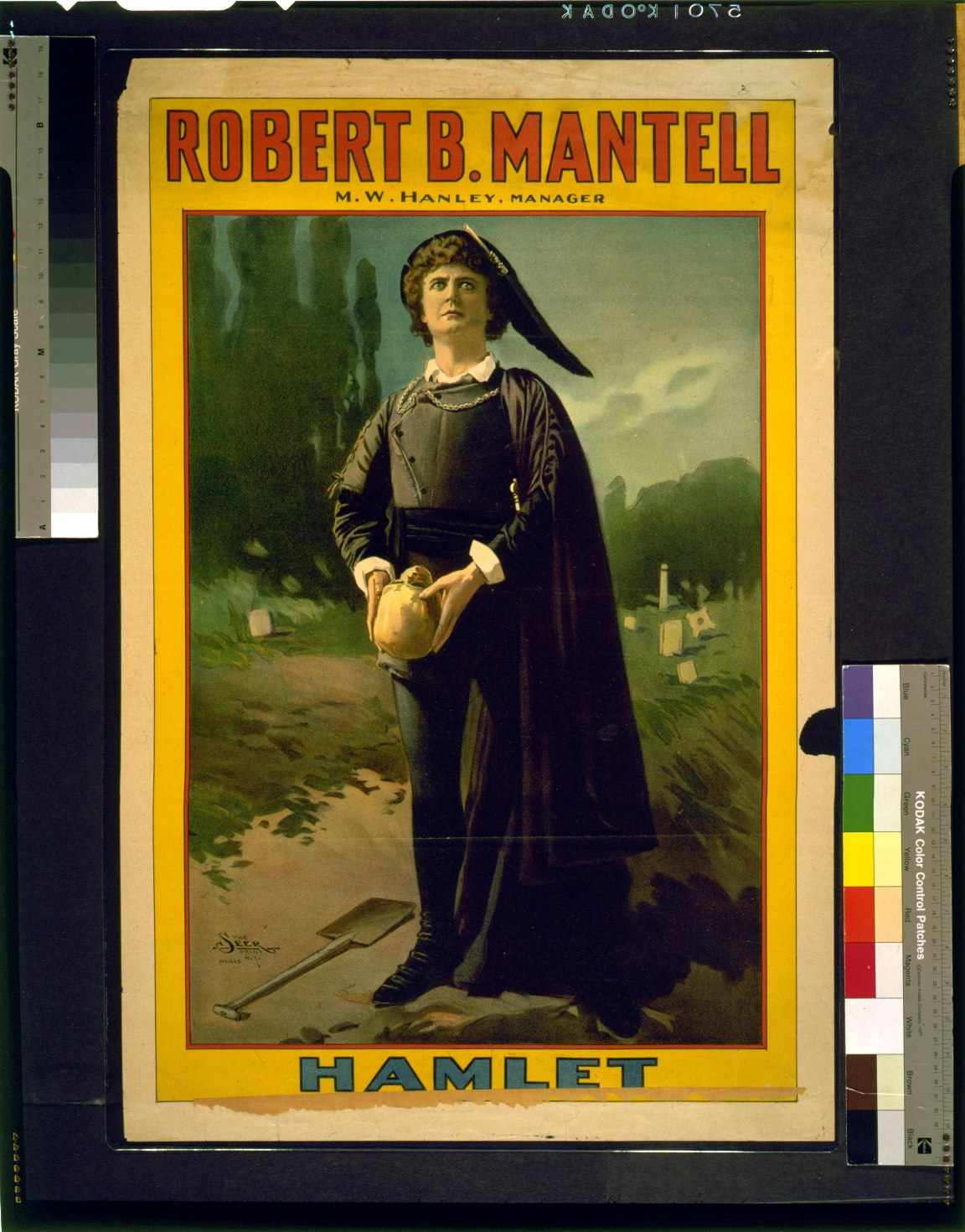
Robert B. Mantell dans Hamlet.
Robert B. Mantell dans Monbars.
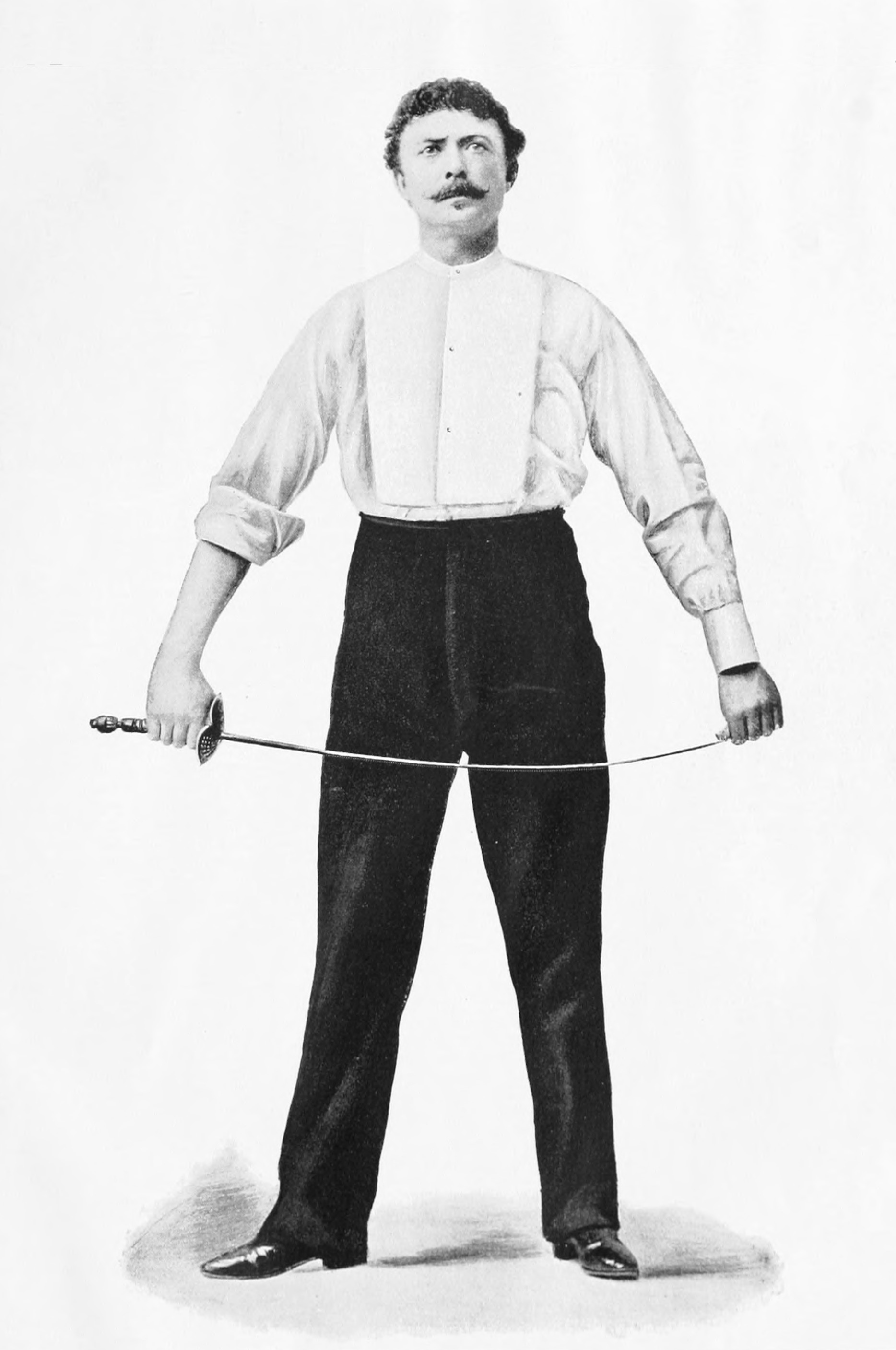
Portrait de Robert B. Mantell.